# Episodi de I Pennac - Indagini in famiglia
La prima e unica stagione della serie TV I Pennac - Indagini in famiglia è andata in onda in Francia dal 18 gennaio 2022 al 27 febbraio 2024 su France 3. In Italia è stata trasmessa su Giallo dal 23 ottobre al 13 novembre 2024.
| nº | Titolo originale     | Titolo italiano                | Prima TV Francia | Prima TV Italia  |
| -- | -------------------- | ------------------------------ | ---------------- | ---------------- |
| 1  | Un air de famille    | Indagini in famiglia. 1a parte | 18 gennaio 2022  | 23 ottobre 2024  |
| 2  | Un air de famille    | Indagini in famiglia. 2a parte | 18 gennaio 2022  | 23 ottobre 2024  |
| 3  | Mort d'une poucave   | Morte di una talpa             | 13 febbraio 2024 | 30 ottobre 2024  |
| 4  | Mort d'un innocent   | Morte di un innocente          | 13 febbraio 2024 | 30 ottobre 2024  |
| 5  | Mort au chant du coq | Omicidio al cantar del gallo   | 20 febbraio 2024 | 6 novembre 2024  |
| 6  | Mort d'un étudiant   | Morte di uno studente          | 20 febbraio 2024 | 6 novembre 2024  |
| 7  | Mort d'un chef       | Morte di uno chef              | 27 febbraio 2024 | 13 novembre 2024 |
| 8  | Mort d'un fantôme    | Morte di un fantasma           | 27 febbraio 2024 | 13 novembre 2024 |